# よしもとビジョン
株式会社よしもとビジョン（英社名：YOSHIMOTO VISION Co.,Ltd.）は、かつて存在した吉本興業グループの制作プロダクションである。本社は大阪市中央区にあった。

## 沿革・概要
1998年（平成10年）3月20日に讀賣テレビ放送（ytv）と吉本興業が合弁により設立された「株式会社ワイズビジョン」を前身とし、2015年（平成27年）1月5日に同社の第一制作チーム・第二制作チーム事業の会社分割により設立された。ワイズビジョンは同年4月1日にytv Nextryに吸収合併された。
2016年（平成28年）7月1日に吉本興業のグループ会社であったテレビ・劇場の技術を行う会社トラッシュと吸収合併し、株式会社よしもとブロードエンタテインメントとなった。

## 所属スタッフ
チーフプロデューサー
- 木村友厚

プロデューサー・演出
- 後藤ちあき
- 鷲見演博

ディレクター
- 石田耕平
- 前等
- 平野孝雄
- 東上床直樹
- 久世恵太
- 守屋賢

アシスタントプロデューサー
- 百田咲子

## 主な制作実績

### テレビ

#### 2015年〜
レギュラー番組
- ビートップスでお買物（読売テレビ 2007年10月 - 、※2015年1月から業務開始）
- 朝生ワイド す・またん!（読売テレビ 2010年3月 - 、※2015年1月から業務開始）
- くせになるややこしさ ブラックマヨネーズのハテナの缶詰（読売テレビ 2012年1月 - 2015年3月、※2015年1月から業務開始）
- 特盛!よしもと 今田・八光のおしゃべりジャングル（読売テレビ 2012年10月 - 、※2015年1月から業務開始）
- やすとものどこいこ!?（テレビ大阪 2012年3月 - 、※2015年1月から業務開始）
- もってる!? モテるくん（読売テレビ 2012年3月 - 2015年3月、※2015年1月から業務開始）
- 〜オトナ度ちょい増しTV〜おとな会（毎日放送 2014年10月 - 、※2015年1月から業務開始）
- マヨなか笑人（読売テレビ 2015年4月 - ）
- わざわざ言うテレビ（テレビ大阪 2015年11月 - ）
- 雨上がり食楽部（関西テレビ 2016年4月 - ）
- アキナ・和牛・アインシュタインのバツウケテイナー（サンテレビ 2016年4月 - ）

スペシャル番組
- なるみ&黒田のもんくもん（読売テレビ 2014年3月 - 、※2015年1月から業務開始）
- 千鳥のおもしろツライ話買い取ります 第3弾（読売テレビ 2015年3月）
- やすとものキワキワライン（読売テレビ 2015年3月）
- ウケタモンガチ（読売テレビ 2015年3月）
- 大坂の陣 新喜劇 〜戦国降幕〜 笑う忍（BSフジ 2015年5月）
- M-1グランプリ2015 密着部分（ABCテレビ 2015年12月）